# Pozzuoli

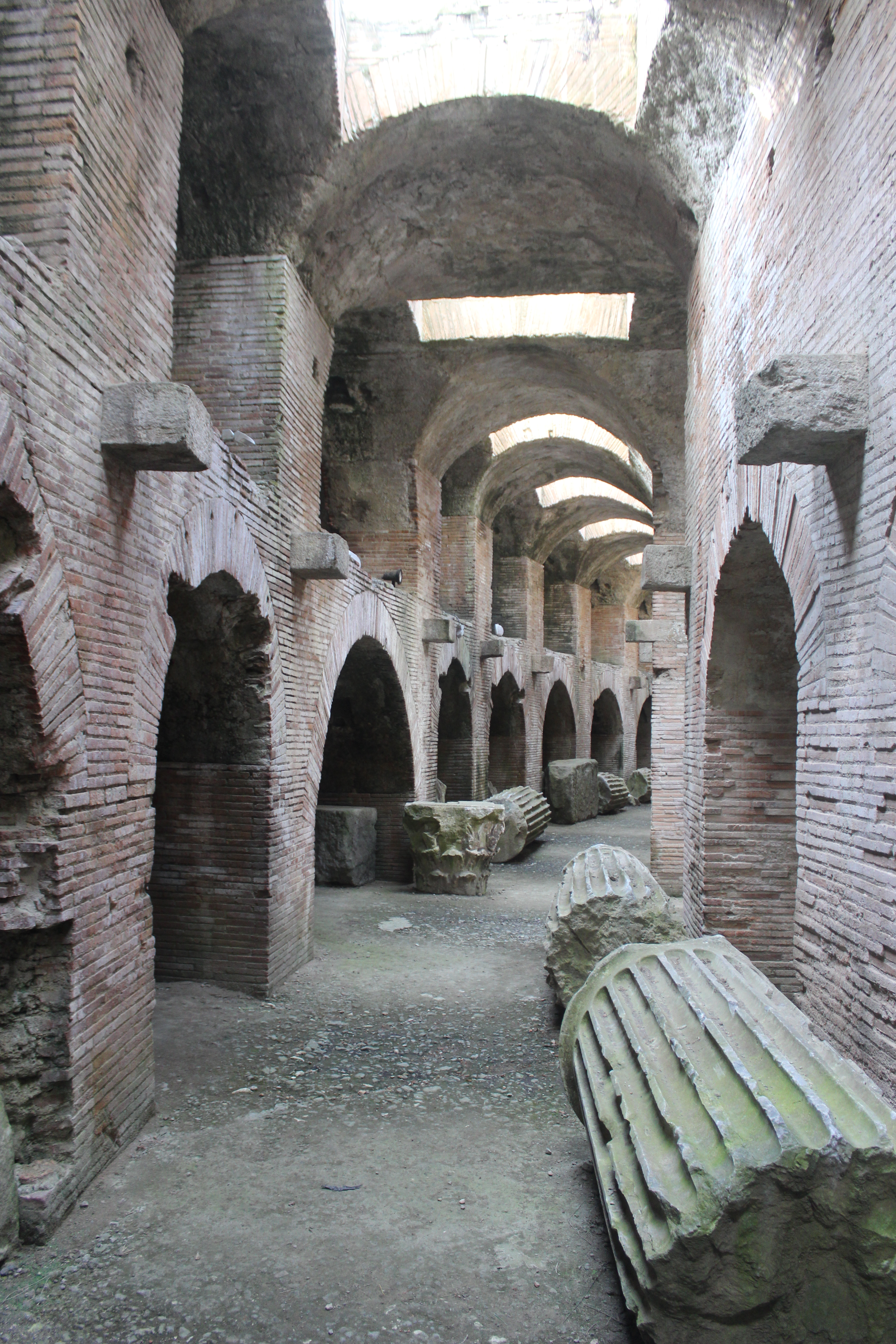
Anfiteatro Flavio

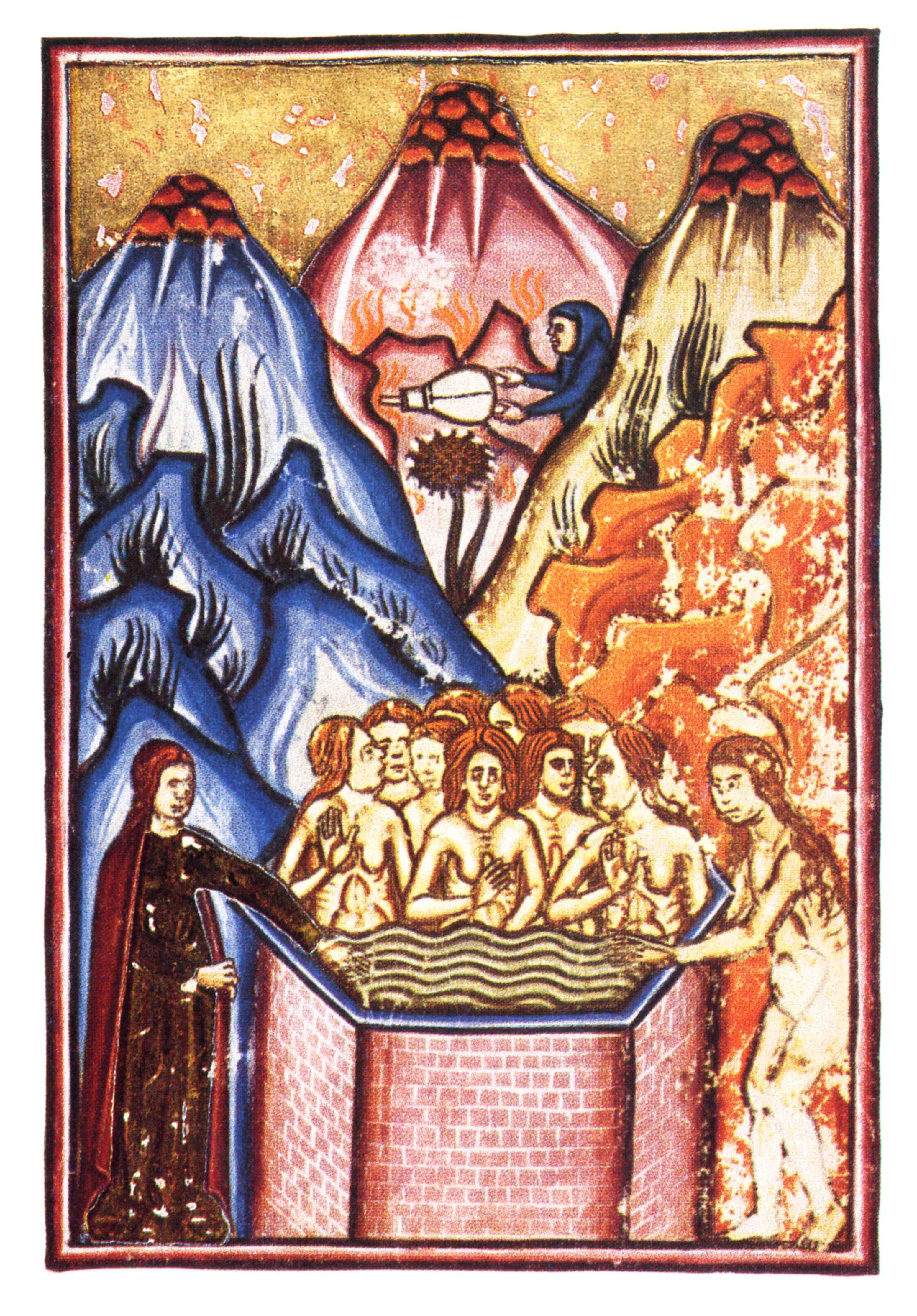
"De Balneis Puteolanis". Miniatura del Códice Angélico (1474), de Pietro da Éboli (Biblioteca Angelica di Roma), muestra el "balneum sulphatara" (el balneario termal del volcán Sulfatara). La miniatura muestra un grupo de mujeres inmersas en un estanque hexagonal para recuperar la fertilidad, mientras en el fondo un personaje encapuchado atiza con un fuelle las exhalaciones de las fumarolas.

Pozzuoli es un municipio italiano localizado en la ciudad metropolitana de Nápoles, región de Campania. Cuenta con 81.630 habitantes en 43,44 km².
El territorio municipal contiene las frazioni (subdivisiones) de Arco Felice, Campana Annunziata, Cuma, Licola Centro, Licola Lido, Lucrino, Montenuovo, Monterusciello, Pisciarelli y Toiano. Limita con los municipios de Bacoli, Giugliano de Campania, Nápoles y Quarto.
El puerto está situado en una ligera hendidura de la línea costera en el extremo noroeste del golfo de Nápoles, llamada golfo de Pozzuoli, y es el embarcadero para Isquia y Procida junto al Puerto de Nápoles.
Es la ciudad principal de los Campos Flégreos.

## Historia
El nombre latino era Puteoli (‘pocitos’, en latín), probablemente debido a los pozos de agua volcánica (las aguas de Pozzuoli) reputada desde la antigüedad por vencer la esterilidad.
La colonia griega de Dicearquia (‘lugar donde reina la justicia’), situada en el territorio y quizá en un asentamiento más antiguo de la cercana y amiga Cumas, debe su fundación a gente huida de Samos en torno al 530 a. C. a causa de la tiranía de Polícrates.
El centro tuvo una función preeminentemente mercantil durante todo el periodo de la hegemonía griega sobre la región flégrea y, como Cumas, luego pasó bajo el dominio de los samnitas y posteriormente en el siglo IV a. C., bajo el romano tomando el nombre latino de Puteoli.
En el 194 a. C., superado el peligro de la invasión cartaginesa en la Italia meridional, allí se fundó una colonia romana, y la ciudad se convirtió no solo en el puerto comercial más importante de la península, sobre todo por el comercio con Oriente, sino en uno de los más activos de todo el Mediterráneo.
Estaba dotado el puerto con unas dársenas comunicantes (comparables a un esclusa), un espigón, a partir del siglo II a. C., lo protegía de los vientos del sur. Tenía un pequeño mercado de comestibles, llamado Templo de Serapis, y el Anfiteatro Flavio, construido en tiempos de Vespasiano (emperador romano del 69 al 79).
El declive de Pozzuoli como nudo comercial tuvo inicio con la ordenación de la época de Claudio del gran puerto de Roma al norte de Ostia y solo fue brevemente interrumpida por la apertura de la Vía Domitia que, juntándose con la Vía Apia junto a Sinuessa, permitía un recorrido más rápido entre Pozzuoli y Roma.
De todos modos, Pozzuoli siguió siendo el principal puerto de la Campania hasta el momento de las invasiones de los bárbaros.
Puteoli fue el gran emporio para los barcos de cereal de Alejandría, y de otros barcos de todo el mundo romano. También era el principal centro para las exportaciones de Campania, incluyendo vidrio soplado, mosaicos, hierro forjado, y mármol. La armada romana albergada en la cercana Miseno era la mayor flota naval de la antigüedad.
Puteoli fue la localización del espectacular hecho en 37 por el excéntrico Calígula, quien siendo emperador ordenó un puente flotante temporal usando barcos como pontones, extendiéndose 2 km desde la ciudad hasta la famosa Bayas, sobre el cual pasó montando a su caballo, en desafío la predicción de un astrólogo que decía "no más suerte para el emperador que cabalgue un caballo cruzando el golfo de Bayas."
El apóstol Pablo desembarcó aquí en su viaje a Roma, de la que estaba a 180 km de distancia. Aquí permaneció durante siete días y luego con sus compañeros comenzaron su viaje por la vía Apia hacia Roma.
San Procolo fue martirizado aquí con sus compañeros en el siglo IV. Las siete cabezas de águila del escudo de armas de Pozzuoli, se ha dicho que representan a siete de esos mártires. San Procolo fue afectuosamente apodado 'u pisciasotto ("pantalones borrachos") porque el 16 de noviembre es a menudo el día de la uva. Los ciudadanos también celebran su fiesta el segundo domingo de mayo.
En el siglo XVII, el obispo de la ciudad hizo construir una catedral utilizando la estructura del templo de Augusto, a fin de borrar los vestigios «paganos».
Desde agosto de 1982 a diciembre de 1984 la ciudad experimentó cientos de temblores y bradisismo, que alcanzó su pico el 4 de octubre de 1983 dañando 8000 edificios del centro de la ciudad. El fondo del mar se levantó casi 2 m, y dejó a la bahía de Pozzuoli demasiado poco profunda para un gran barco.

## La colonia romana

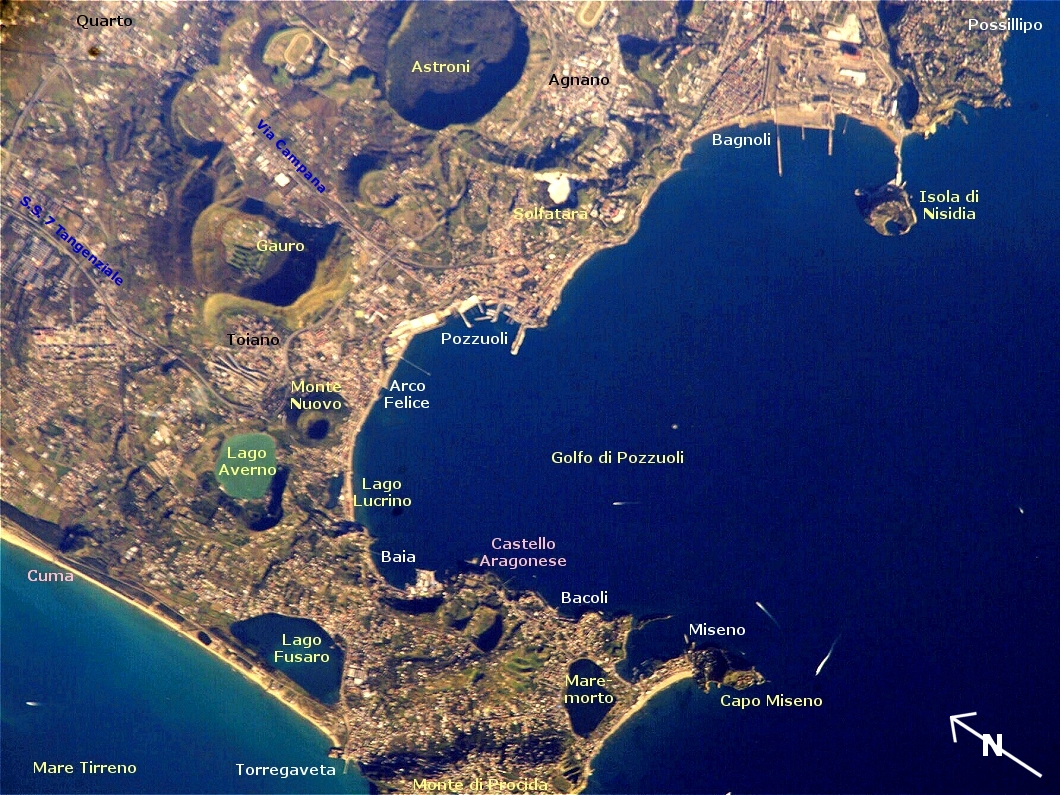
Pozzuoli y el Campi Flegrei.

Disponemos de los grandes vestigios de la ciudad romana, que ha borrado casi por completo las huellas de los asentamientos precedentes.
La topografía general del poblado romano lamentablemente solo es reconstruible gracias a antiguos documentos: una pintura encontrada en una villa de Estabia y, en particular algunos vasos de vidrio (fabricados en los talleres de vidrio de la misma Pozzuoli). En esta garrafa de vidrio está ilustrada con claridad la distribución del emplazamiento urbano acompañada de inscripciones que indican con precisión el destino de los principales monumentos: dos anfiteatros, un teatro, un solarium (un pórtico que sostenía una terraza), las termas, el muelle, columnas para apoyar estatuas, un templo con una divinidad representada en el interior (Serapis o quizá la estatua de un emperador divinizado).
El núcleo originario de la colonia romana (como también de la ciudad griega y samnita) estaba situado sobre la altura hoy llamada Castello o Rione Terra, donde durante la Edad Media los habitantes de nuevo volvieron a protegerse para escapar de los inconvenientes creados en la zona por las oscilaciones del terreno y el avance del paludismo.
Allí siguen siendo identificables el característico esquema del emplazamiento viario perteneciente a la época romana y los restos del templo de Augusto, transformado en el curso del siglo XI en el duomo de San Procolo.
Los trabajos de restauración de la iglesia, iniciados en 1963 después de un incendio, han permitido sacar a la luz las antiguas estructuras del templo romano, relativamente aún bien conservadas. Así se ha podido saber que el templo antiguo era un seudoríptero de orden corintio con las paredes de falso aparejo cuadrado y dotado en la parte lateral de un acceso escalonado. Una inscripción indica como constructor al arquitecto Lucio Coceio Aucto, con toda probabilidad identificable con el autor de las grandes galerías de Nápoles y de Cumas y quizá también de otros análogos pasajes subterráneos de la zona flégrea.

## División administrativa
Pozzuoli está dividida en 9 fracciones comunales:
- Arco Felice
- Campana Annunziata
- Licola Centro
- Licola Lido
- Lucrino
- Montenuovo
- Monterusciello
- Pisciarelli
- Toiano.

### Comunas limítrofes
- Bacoli
- Giugliano de Campania
- Nápoles
- Quarto

## Demografía
| Gráfica de evolución demográfica de Pozzuoli entre 1861 y 2001 |
|                                                                |
| Fuente ISTAT - elaboración gráfica de Wikipedia                |

## Patrimonio

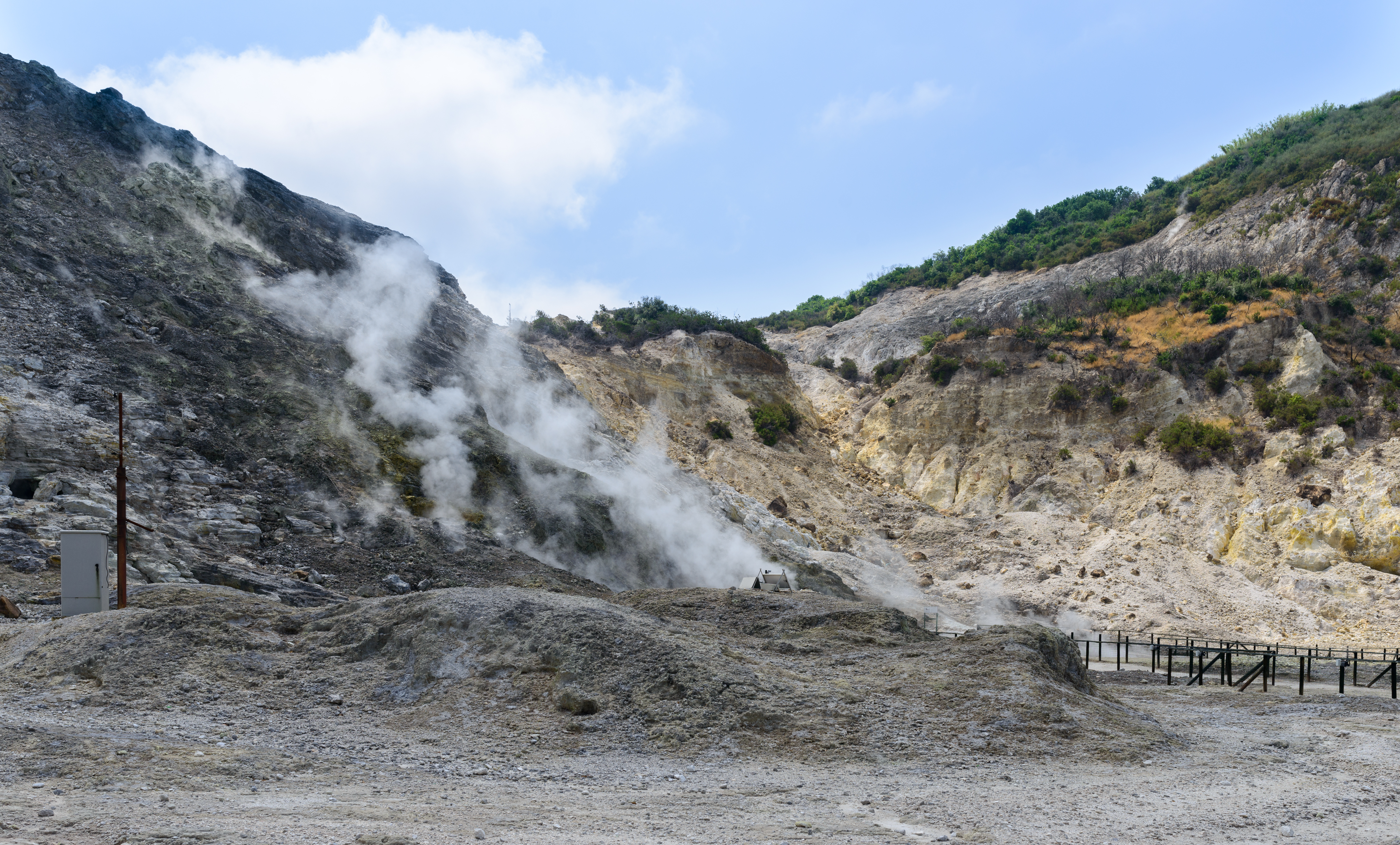
Solfatara

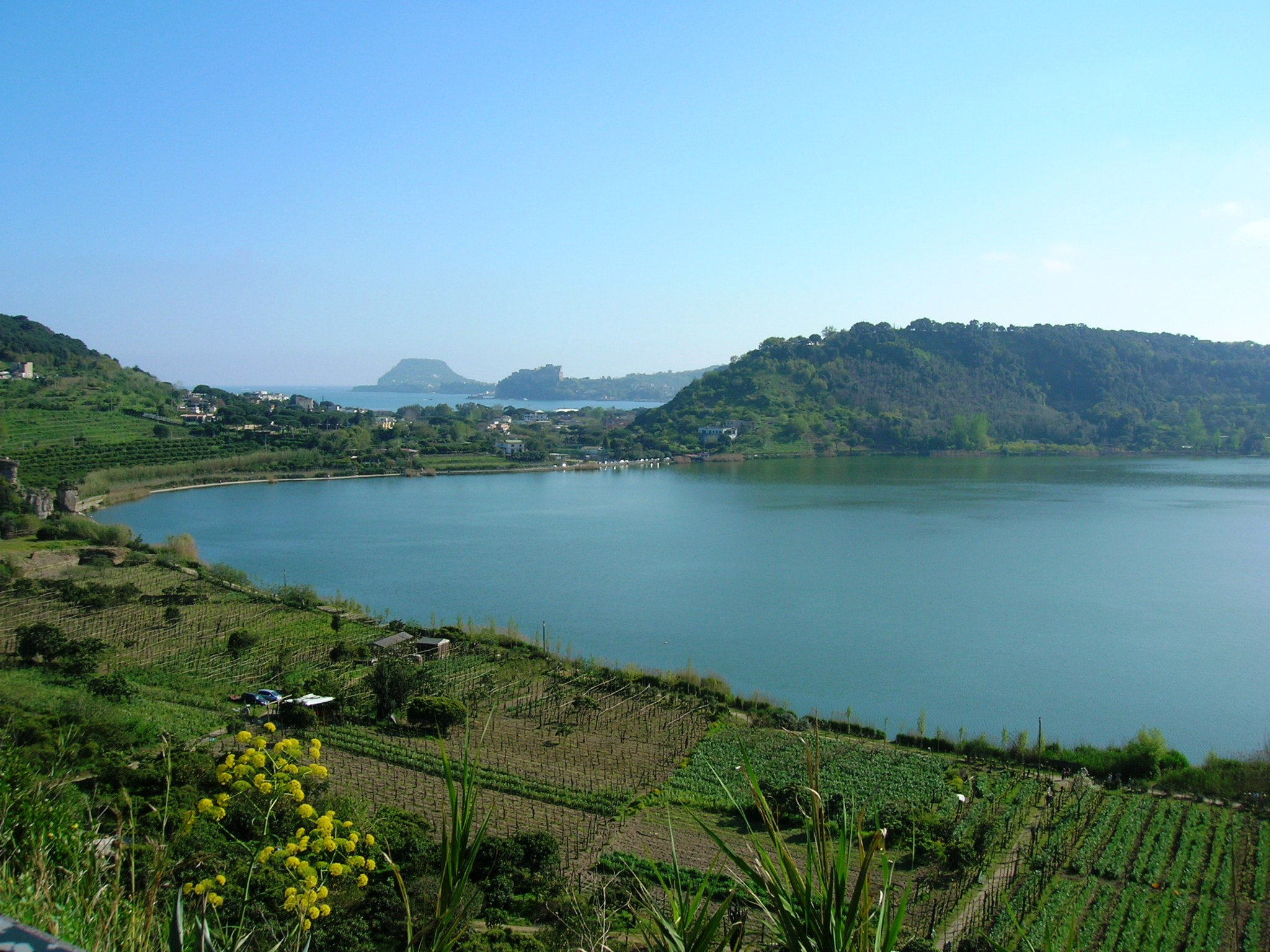
Lago d'Averno

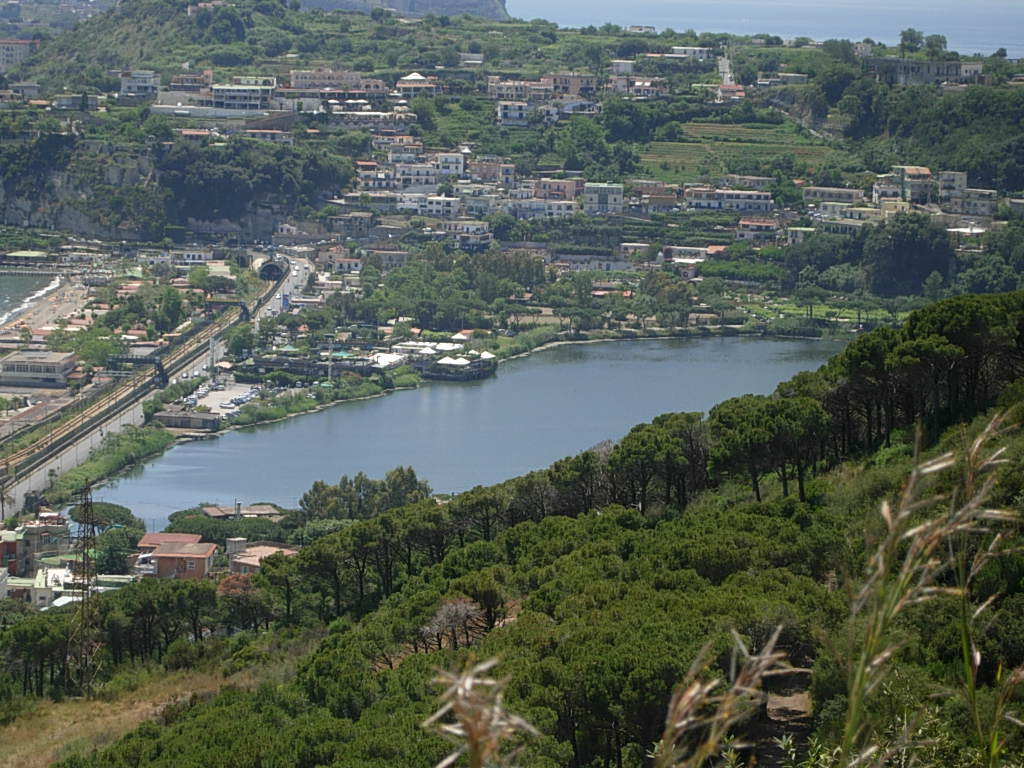
Lago Lucrino

La ciudad tiene numerosas atracciones turísticas. Son las siguientes:
- El Macellum o Templo de Serapis, considerado el símbolo de la ciudad. El nombre deriva de la estatua encontrada del dios Serapis en 1750. Incluye tres majestuosas columnas de mármol cipolino, que muestra la erosión de moluscos, cuando el nivel de la tierra estaba más bajo que en la actualidad.
- Amphitheatrum Flavium, el tercero en tamaño después del Coliseo y el anfiteatro de Capua. Fue construido probablemente por los mismos arquitectos que diseñaron el Coliseo, bajo Vespasiano y Tito. Podía contener hasta 20.000 espectadores. En los subterráneos hay restos de las ruedas dentadas usadas para levantar las jaulas de los animales salvajes de los espectáculos. La estructura era elíptica, y medía 147 × 117 metros. La arena propiamente dicha medía 72,22 × 42,33 m.
- Solfatara (cráter volcánico con fumarolas activas).
- Foro Romano
- Santuario de San Gennaro. Es uno de los dos lugares ―junto con la catedral de Nápoles― donde ocurrió el presunto milagro de la licuefacción de la sangre del santo.
- Lago Averno, en el que Virgilio, en el libro VI de su Eneida, situó la entrada del infierno. El nombre deriva del griego, y significa ‘sin pájaros’, refiriéndose a la ausencia de pájaros debido al gas que emana allí. Cerca están:
  - el templo de Apolo
  - la Grotto Coceio, una galería excavada por los romanos que conecta Lucrino con Cumas. Fue dañada durante la Segunda Guerra Mundial y ya no es visitable.
  - la Grotto de la Sibila de Cumas
- Lago Lucrino, en la homónima fracción comunal, no lejos de la anterior. Estaba también considerado un lugar infernal, debido a fenómenos volcánicos similares. Era un renombrado lugar de residencia en época romana, que incluía la villa de Cicerón. Es también citada por Plinio el Viejo Naturalis Historia (ix, 25) como el hogar de un delfín que se había hecho amigo de un niño. Según Plinio cuando el niño cayó enfermo y murió, el delfín murió con el corazón roto. La historia es considerada como la primera leyenda urbana.

## Educación
La ciudad fue sede del Campus de Nápoles de la Link Campus University, universidad privada italiana con perfil internacional.

## Vulcanismo

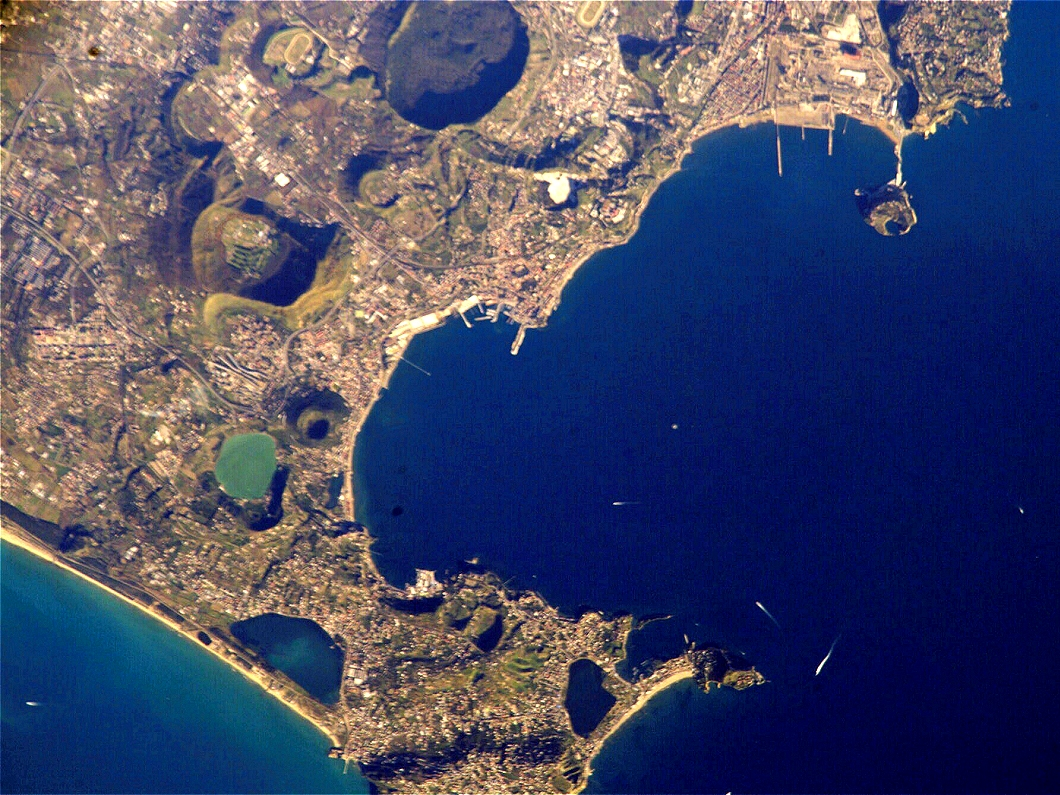
Pozzuoli desde satélite

La actividad volcánica de la zona dio origen al término puzolana, grava de origen volcánico que se asemeja a la piedra pómez y que era usada para la fabricación de los primeros hormigones romanos, y que aun hoy se usa para la fabricación de cemento.
La ciudad sufrió entre 1982 y 1984 un bradisismo que obligó a evacuar la ciudad vieja en 1983; el suelo se levantó 1,87 m en tres años. Este fenómeno reveló numerosos vestigios antiguos. El fenómeno es debido a una bolsa magmática situada bajo la ciudad.
El vulcanismo está igualmente en el origen de los Campos Flégreos situados en los alrededores.

## Ciudades hermanadas
- Agios Dimitrios, desde 1986;
- Szczecin, desde 1993;
- Región de los Abruzos, desde 2001.